# Phoebe Palmer
Pour les articles homonymes, voir Palmer.
Phoebe Palmer (18 décembre 1807 - 2 novembre 1874) est une évangéliste méthodiste et une écrivaine qui a joué un rôle important dans la diffusion en Amérique de la doctrine de la perfection chrétienne. Elle est considérée à ce titre comme l'une des fondateurs du mouvement de sanctification.

## Biographie

### Premières années
Phoebe Worrall naît à New York. Son père, Henry Worrall, est un fervent méthodiste, qui a fait une expérience de conversion religieuse au cours du Réveil méthodiste en Angleterre avant d'immigrer aux États-unis. La mère de Phoebe était Dorothea Wade Worrall.

### Développement spirituel
En 1827, Phoebe Worrall épouse Walter Palmer, un médecin et homéopathe, lui aussi fervent méthodiste. Ensemble, ils ont participé avec piété à la vie paroissiale de l'Église méthodiste de la rue Allen à New York. En tant que méthodistes, le couple s'est intéressé aux écrits du fondateur du méthodisme, John Wesley, et en particulier à sa doctrine dite de la perfection chrétienne, qui affirme qu'un chrétien peut, sous certaines conditions, vivre une vie libérée du péché. Le 26 juillet 1837, Phoebe Palmer fait l'expérience ce que John Wesley avait appelé une expérience de « sanctification complète ». D'autres membres de sa famille font cette même expérience peu après. Ils ont alors voulu partager leur découverte avec les autres afin de leur donner accès à la même expérience, ce qui a conduit Phoebe Palmer a prêcher fréquemment que ce soit dans des églises méthodistes ou dans des Camp meetings.

### Propagatrice des idées de la perfection chrétienne
En 1835, la sœur de Phoebe Palmer, Sarah Lankford, initie des réunions de prière avec des groupes de femmes méthodistes, les réunions du mardi pour la promotion de la sanctification. Deux ans plus tard, Phoebe lui succéda en tant que leader de ces réunions, qui se déroulent à son domicile, qu'elle agrandit pour pouvoir accueillir toute l'assistance. Elle refuse d'ailleurs toujours de tenir des réunions ailleurs que dans des maisons particulières. À partir de 1839, les hommes furent autorisés à participer aux réunions. Parmi eux se trouvaient des pasteurs, des théologiens et des évêques méthodistes dont Edmund S. James, Leonidas Lent Hamline, Jesse T. Peck et Matthew Simpson.  Cet engouement pour la sanctification finit par influencer l'ensemble de l’Église méthodiste américaine.
Recevant un nombre sans cesse croissant d'invitations à parler dans des paroisses, des conférences ou des camp meetings, Phoebe et Walter Palmer devinrent alors des prédicateurs itinérants.Bien qu'ils y prissent tous deux la parole, c'était Phoebe qui était la plus connue des deux.
Phoebe Palmer écrit plusieurs livres, dont The Way of Holiness qui devint une référence pour le mouvement de sanctification, et elle joue un rôle majeur dans la diffusion de cette doctrine aux États-Unis et au-delà. D'abord circonscrit au Nord-Est des États-Unis, le mouvement s'étend au gré des voyages des Palmer, d'abord aux autres régions, au Canada en 1857 puis au Royaume-Uni en 1859, où les Palmer résident plusieurs années.
En 1864, les Palmer rachetent un magazine mensuel intitulé The Guide to Holiness, créé par Timothy Merritt pour propager la doctrine de la perfection chrétienne. Phoebe Palmer en dirige dès lors la rédaction jusqu'à sa mort.
La foi de Phoebe Palmer dans la sanctification revêt aussi des aspects pratiques : elle est ainsi la dirigeante de la Société de la mission intérieure méthodiste (Methodist Ladies’ Home Missionary Society) qui conduit cette organisation à fonder la Five Points Mission en 1850 qui s'investit dans le bidonville de Five Points.

## Influence et postérité
Parmi les personnes sur lesquelles les paroles ou les écrits de Phoebe Palmer ont une certaine influence, on trouve Frances Willard, suffragiste et dirigeante de la Woman's Christian Temperance Union (WCTU), la cofondatrice de l'Armée du salut, Catherine Booth et John Inskip, premier président de la National Camp Meeting Association for the Promotion of Holiness (qui devient plus tard la Christian Holiness Partnership). Bien que Phoebe Palmer soit personnellement restée attachée à la stricte obédience méthodiste, son œuvre influence également le vaste Mouvement pour une vie supérieure.
Dans l'un de ses livres, The Promise of the Father, Phoebe Palmer défend l'idée d'un ministère féminin dans le christianisme.
La fille de Phoebe Palmer, Phoebe Knapp, est organiste et musicienne ; elle écrit plusieurs mélodies d'hymnes religieux, dont notamment pour l'hymne Blessed Assurance dont les paroles sont de Fanny Crosby.

## Œuvres
- The Collected Works of Phoebe Palmer
  - The Way of Holiness (1843)
  - Entire Devotion to God (1845)
  - Incidental Illustrations of the Economy of Salvation: Its Doctrines and Duties
  - Faith and its Effects (1848)

Four Years in the Old World
- - The Promise of the Father (1859)